# Laura Knight (tennis)
Laura Knight est une joueuse de tennis américaine de la fin du XIXe siècle. 
Elle a notamment été finaliste de la toute première édition de l'US Women's National Championship en 1887 en simple face à Ellen Hansell ; la même année, elle a atteint la finale du double mixte puis, en 1889, celle du double dames.

## Palmarès (partiel)

### Finale en simple dames
| No | Date       | Nom et lieu du tournoi                  | Catégorie | Surface      | Vainqueure    | Score    |          |
| -- | ---------- | --------------------------------------- | --------- | ------------ | ------------- | -------- | -------- |
| 1  | 27-09-1887 | US National Championships, Philadelphie | G. Chelem | Gazon (ext.) | Ellen Hansell | 6-1, 6-0 | Parcours |

### Finale en double dames
| No | Date       | Nom et lieu du tournoi                 | Catégorie | Surface      | Vainqueures                        | Partenaire    | Score    |          |
| -- | ---------- | -------------------------------------- | --------- | ------------ | ---------------------------------- | ------------- | -------- | -------- |
| 1  | 11-06-1889 | US National Championships Philadelphie | G. Chelem | Gazon (ext.) | Margarette Ballard Bertha Townsend | Marian Wright | 6-0, 6-2 | Parcours |

### Finale en double mixte
| No | Date       | Nom et lieu du tournoi                 | Catégorie | Surface      | Vainqueures            | Partenaire   | Score    |          |
| -- | ---------- | -------------------------------------- | --------- | ------------ | ---------------------- | ------------ | -------- | -------- |
| 1  | 27-09-1887 | US National Championships Philadelphie | G. Chelem | Gazon (ext.) | L. Stokes Joseph Clark | E. D. Faries | 7-5, 6-4 | Parcours |

## Parcours en Grand Chelem (partiel)
Si l’expression « Grand Chelem » désigne classiquement les quatre tournois les plus importants de l’histoire du tennis, elle n'est utilisée pour la première fois qu'en 1933, et n'acquiert la plénitude de son sens que peu à peu à partir des années 1950.

### En simple dames
| Année | - | - | - | - | Wimbledon | Wimbledon | US National   | US National   |
| ----- | - | - | - | - | --------- | --------- | ------------- | ------------- |
| 1887  | - | - | - | - | -         | -         | Finale        | Ellen Hansell |
| 1889  | - | - | - | - | -         | -         | 1/4 de finale | Lida Voorhees |

À droite du résultat, l’ultime adversaire.

### En double dames
| Année | - | - | - | - | Wimbledon | Wimbledon | US National          | US National            |
| 1889  | - | - | - | - | -         | -         | Finale Marian Wright | M. Ballard B. Townsend |

Sous le résultat, la partenaire ; à droite, l’ultime équipe adverse.

### En double mixte
| Année | - | - | - | - | Wimbledon | Wimbledon | US National         | US National            |
| 1887  | - | - | - | - | -         | -         | Finale E. D. Faries | L. Stokes Joseph Clark |

Sous le résultat, le partenaire ; à droite, l’ultime équipe adverse.